# Dutch Antilles Express
Dutch Antilles Express fue una aerolínea regional con base en Curazao, antiguas Antillas Neerlandesas. Operaba vuelos entre el Caribe, Estados Unidos y Sur América. Su principal centro de operaciones fue el Aeropuerto Internacional Hato ubicado en Willemstad, Curazao.
Enfrentó una fuerte polémica en Venezuela debido a una suspensión del Instituto Nacional de Aeronáutica Civil, quien comunica que la aerolínea no es apta para volar sobre el territorio venezolano lo que ha provocado el cese inmediato de la operación que hacía esta aerolínea con alto flujo de pasajeros desde tres destinos de ese país y que además bajando el ritmo de turismo de Curazao procedente de Venezuela. Sin embargo, la aerolínea tiene intenciones de volver a operar sobre el territorio venezolano y consolidar su presencia en Sur América.
Los vuelos que DAE tiene programados a Estados Unidos fueron operados por Falcon Air Express quien bajo sistema de "wet-lease" operó los vuelos bajo la marca y ventas de la aerolínea con equipos McDonnell Douglas MD83.

## Historia
Dutch Antilles Express fue el resultado de la fusión entre Bonaire Express y Curazao Express, cuyo dueño-fundador fue F quien reestructuró de manera espectacular la aerolínea que comenzó a operar desde el 30 de abril de 2005 con los vuelos entre las Antillas Neerlandesas y Aruba. El 9 de diciembre de 2005, realizó su primer vuelo internacional a Valencia, Venezuela.
Dutch Antilles Express ha sido comúnmente conocida como "DAE" y actualmente es una aerolínea que opera a distintos destinos en América del Sur y en el Caribe, además piensa en expandirse con la llegada de nuevas aeronaves que le permitirá abrir otros destinos en Sur América, Norteamérica y Centroamérica hasta Willemstad, Curazao.
Los aviones de DAE, son portadores además del logotipo y eslogan de Curazao y un esquema que contiene colores azules, y verdes representando al Caribe. Ofrece nuevos servicios y una versión revisada del plan de negocios, la compañía aérea está funcionando de nuevo de manera rentable, y tiene una orden importante de aviones ATR 72-300. 
DAE había iniciado importantes cambios en su flota con la renovación de interiores, pintando los aviones que estaban en blanco y recibiendo los aviones ATR y los MD, reflejando uniformidad e imagen acorde con los tiempos y la competitividad
En los últimos días[¿cuándo?] la línea se ha declarado en bancarrota dejando a miles de usuarios y empleados sin pagarles su sueldo y sin devolver el dinero que habían cobrado con antelación.[cita requerida]
A finales de septiembre de 2013 una sociedad de dos venezolanos plantean la posible compra y funcionamiento total de la aerolínea.
Ante la presión financiera, ya en el mes de agosto de 2013, y por la prohibición en volar a Venezuela, donde eran origen y destino, de la mayor cantidad de pasajeros a través del Hub/ Centro de Conexiones, en el Aeropuerto de Hato, Willemstad, Curaçao, la viabilidad de mantener la aerolínea se hace cuesta arriba.
De forma orquestada, todos los acreedores inician a solicitar su pagos, los aeropuertos, y la mayor presión legal, la ejercen un pequeño grupo de empleados ante la Corte de Curazao, por el pago de sus salarios. Se determinó una fecha para dar el veredicto final, ante las manifestaciones públicas en Curazao, de la mayoría de los empleados, por mantener la empresa a flote, pero la decisión de la Corte fue adversa, y el 30 de agosto de 2013, la Corte determinó el cese de operaciones.
A finales de septiembre de 2013 una sociedad de dos venezolanos plantean la posible compra y funcionamiento total de la aerolínea.
Insel Air la otra aerolínea de Curazao asume el peso de las rutas, dejadas por DAE, en cuanto a la oferta y demanda de servicios, por parte del mercado de los pasajeros, desde y hacia Venezuela.

## Antiguos destinos
| Países         | Destinos         | Aeropuertos                                         | Notas      |
| -------------- | ---------------- | --------------------------------------------------- | ---------- |
| Aruba          | Oranjestad       | Aeropuerto Internacional Reina Beatrix              | Focus city |
| Bonaire        | Kralendijk       | Aeropuerto Internacional Flamingo                   | Focus city |
| Colombia       | Bogotá           | Aeropuerto Internacional El Dorado                  |            |
| Colombia       | Cartagena        | Aeropuerto Internacional Rafael Núñez               |            |
| Curazao        | Willemstad       | Aeropuerto Internacional Hato                       | HUB        |
| Estados Unidos | Miami            | Aeropuerto Internacional de Miami                   |            |
| Estados Unidos | Orlando          | Aeropuerto Internacional de Orlando                 | Focus city |
| Haití          | Puerto Príncipe  | Aeropuerto Internacional Toussaint Louverture       |            |
| Panamá         | Ciudad de Panamá | Aeropuerto Internacional de Tocumen                 |            |
| San Martín     | Philipsburg      | Aeropuerto Internacional Princesa Juliana           | Focus city |
| Surinam        | Paramaribo       | Aeropuerto Internacional Johan Adolf Pengel         |            |
| Venezuela      | Caracas          | Aeropuerto Internacional de Maiquetía Simón Bolívar |            |
| Venezuela      | Maracaibo        | Aeropuerto Internacional de La Chinita              |            |
| Venezuela      | Valencia         | Aeropuerto Internacional Arturo Michelena           |            |

## Flota histórica
La flota de DAE estuvo compuesta por 11 aeronaves: